# حادثة كوين بوت

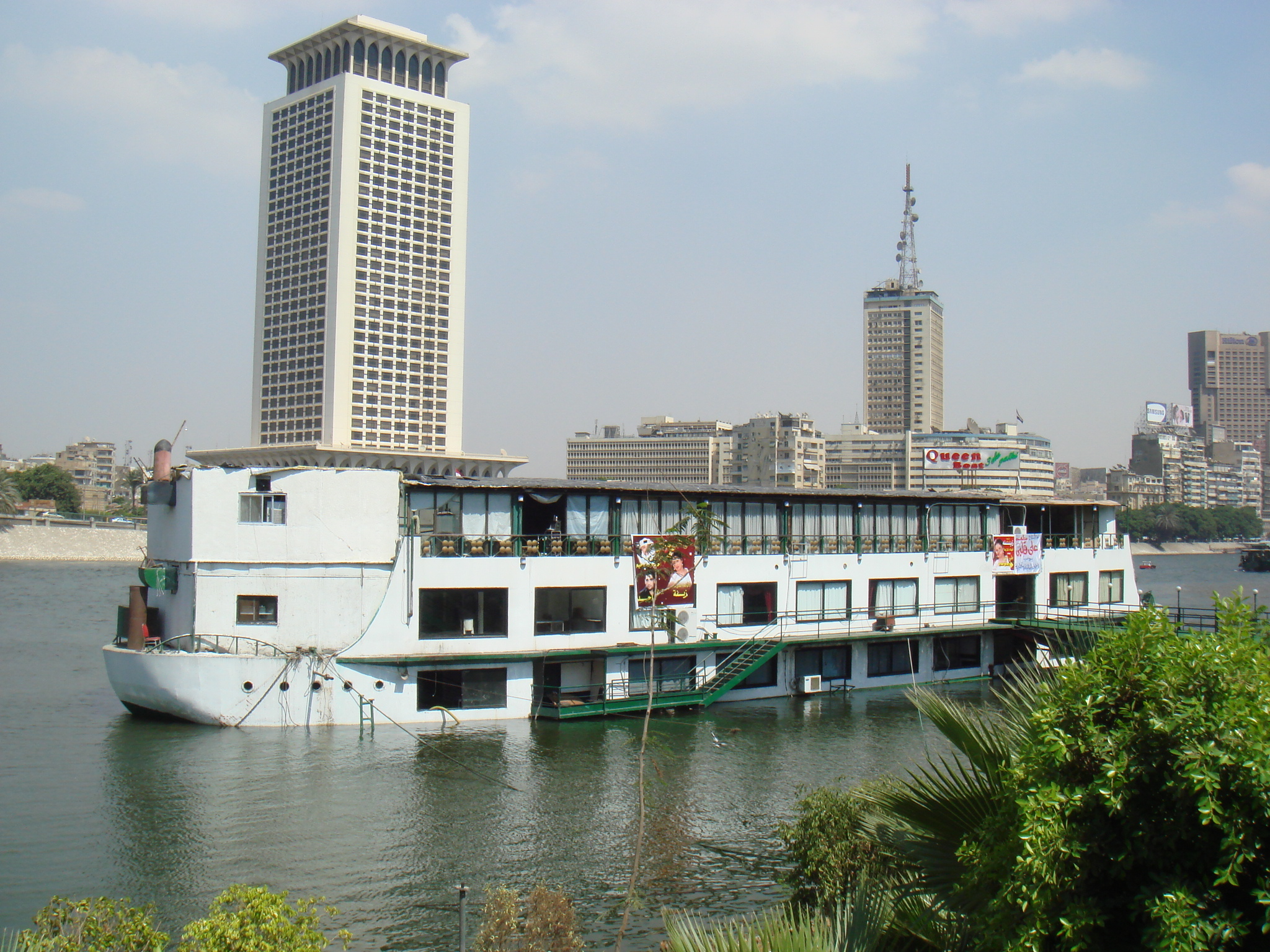

قضية كوين بوت، المعروفة في الدول الأنجلو ساكسونية باسم القاهرة 52، تشير إلى اعتقال اثنين وخمسين رجلاً في 11 مايو/ ماي 2001 ، على متن ملهى ليلي مثلي عائم يسمى كوين بوت الذي كان يرسو على النيل في القاهرة، مصر.

## اتهامات
من بين الإثنين وخمسين رجلا الذي تم اعتقالهم، وجهت تهمة «الفجور» و«الفاحشة» لخمسين منهم بموجب الفصل التاسع من القانون عدد 10 لسنة 1961 لمكافحة البغاء.أما الاثنان الآخران فوجهت لهما تهمة «ازدراء الدين» بموجب المادة من قانون العقوبات. دافع المتهمون الاثنان وخمسين على براءتهم.

## ظروف الإعتقال
حسب اللجنة الدولية لحقوق الإنسان للمثليين والمثليات،  فقد تعرض الرجال للضرب وتم إخضاعهم لفحوص الطب الشرعي «لإثبات مثليتهم الجنسية». كما تم الاحتفاظ باثنين وخمسين رجلاً لمدة 22 ساعة في اليوم في زنزانتين ضيقتين بدون أسرة.

## المحاكمة
امتدت محاكمات قضية «القاهرة» خمسة أشهر، وتم خلال هذه المدة تشويه سمعة المدعى عليهم في الإعلام المصري، حيث تم طباعة أسمائهم الحقيقية وعناوين ووصفهم بأنهم عملاء ضد الدولة. تمت إدانة هذه المحاكمات من قبل منظمات عالمية تعنى بحقوق الإنسان، بالإضافة إلى كل من أعضاء الكونغرس الأمريكي والأمم المتحدة. طلب محامو الدفاع إلغاء الاعتقالات بسبب إجراءات الاعتقال غير السليمة، تزوير الأدلة والإرهاب الممارس من قبل الشرطة. أثناء المحاكمة، تم وصف المثلية الجنسية بأنها «غير مصرية».
في 14 نوفمبر / تشرين الثاني 2001، أدين واحد وعشرون من الرجال بـ "ممارسة الفجور، وأدان رجل "باحتقار الدين" وآخر بأنه "زعيم العصابة" وتم تلقينهم العقوبة الأشد، الأشغال الشاقة لمدة خمس سنوات. تمت محاكمة الرجل الثالث والخمسين في محكمة الأحداث لكونه مراهقا وسلطت عليه العقوبة القصوى بالسجن لمدة ثلاث سنوات تليها ثلاث سنوات من المراقبة.
وفي ماي / أيار 2002، أُطلق سراح المدانين انتظاراً لمحاكمة ثانية؛ تم إلغاء الأحكام الصادرة بحق المذنبين وغير المذنبين، مما أثار غضبًا دوليًا. في يوليو / تموز 2002، بدأ خمسون رجلاً محاكمة ثانية (تم تأكيد الحكم على الرجلين المتهمين بازدراء الدين). استمرت هذه المحاكمة التي عقدت في محكمة  قصر النيل في القاهرة برئاسة القاضي عبد الكريم، الذي كان قد ترأس المحاكمة الأولى، لمدة خمس عشرة دقيقة فقط، وانتهت عندما استقال القاضي نفسه.ثم تم تأجيل المحاكمة في سبتمبر / أيلول. وانتهت في مارس / آذار 2003. وحُكم على 21 رجلاً بالسجن ثلاث سنوات وبُرئ تسعة وعشرون رجلاً.